# Carlos Moyà
Carlos Moyá Llompart (sinh ngày 27 tháng 8 năm 1976) là cựu vận động viên quần vợt chuyên nghiệp người Tây Ban Nha và từng là tay vợt số 1 thế giới. Anh giành danh hiệu vô địch đơn nam Pháp mở rộng vào năm 1998 và là á quân Úc mở rộng năm 1997. Năm 2004, anh là một phần của đội tuyển Davis Cup nước mình giành chức vô địch. Anh là huấn luyện viên của Rafael Nadal từ năm 2016 đến khi Nadal giải nghệ năm 2024.

## Cuộc đời
Moya sinh ra ở Palma, Mallorca, Tây Ban Nha. Anh bắt đầu chơi quần vợt năm 6 tuổi với bố mẹ của mình. Hiện giờ anh đã kết hôn với nữ diễn viên người Tây Ban Nha Carolina Cerezuela và có 3 đứa con gồm hai con gái và một con trai.

## Sự nghiệp quần vợt
Moya là 1 chuyên gia sân đất nện. Anh bắt đầu sự nghiệp quần vợt của mình năm 1995 và giành danh hiệu đầu tiên tại Buenos Aires, Argentina. Anh từng 2 lần lọt vào các trận chung kết Grand Slam và một trong số đó là chức vô địch Roland Garros năm 1998 sau khi đánh bại tay vợt người đồng hương Alex Corretja. Vào ngày 17 tháng 11 năm 2010, anh tuyên bố từ giã sự nghiệp quần vợt do chấn thương bàn chân dai dẳng không thể bình phục.

## Chung kết Major

### Chung kết Grand Slam

#### Đơn: 2 (1–1)
| Kết quả | Năm  | Giải            | Mặt sân | Đối thủ       | Tỉ số         |
| ------- | ---- | --------------- | ------- | ------------- | ------------- |
| Á quân  | 1997 | Australian Open | Cứng    | Pete Sampras  | 2–6, 3–6, 3–6 |
| Vô địch | 1998 | French Open     | Đất nện | Àlex Corretja | 6–3, 7–5, 6–3 |

### Chung kết Masters Series

#### Đơn: 6 (3–3)
| Kết quả | Năm  | Giải         | Mặt sân | Đối thủ             | Tỉ số                   |
| ------- | ---- | ------------ | ------- | ------------------- | ----------------------- |
| Vô địch | 1998 | Monte Carlo  | Đất nện | Cédric Pioline      | 6–3, 6–0, 7–5           |
| Á quân  | 1999 | Indian Wells | Cứng    | Mark Philippoussis  | 7–5, 4–6, 4–6, 6–4, 2–6 |
| Á quân  | 2002 | Monte Carlo  | Đất nện | Juan Carlos Ferrero | 5–7, 3–6, 4–6           |
| Vô địch | 2002 | Cincinnati   | Cứng    | Lleyton Hewitt      | 7–5, 7–6(7–5)           |
| Á quân  | 2003 | Miami        | Cứng    | Andre Agassi        | 3–6, 3–6                |
| Vô địch | 2004 | Rome         | Đất nện | David Nalbandian    | 6–3, 6–3, 6–1           |

## Chung kết sự nghiệp

### Đơn: 44 (20–24)
| Legend                              |
| ----------------------------------- |
| Grand Slam Tournaments (1–1)        |
| Tennis Masters Cup (0–1)            |
| ATP Masters Series (3–3)            |
| ATP International Series Gold (3–4) |
| ATP International Series (13–15)    |

| Theo mặt sân    |
| --------------- |
| Cứng (4–12)     |
| Cỏ (0–0)        |
| Đất nện (16–12) |
| Thảm (0–0)      |

| Kết quả | STT | Ngày                 | Giải                            | Mặt sân  | Đối thủ             | Tỉ số                             |
| ------- | --- | -------------------- | ------------------------------- | -------- | ------------------- | --------------------------------- |
| Vô địch | 1.  | 13 tháng 11 năm 1995 | Buenos Aires, Argentina         | Đất nện  | Félix Mantilla      | 6–0, 6–3                          |
| Á quân  | 1.  | 6 tháng 5 năm 1996   | Munich, Đức                     | Đất nện  | Sláva Doseděl       | 4–6, 6–4, 3–6                     |
| Vô địch | 2.  | 19 tháng 8 năm 1996  | Umag, Croatia                   | Đất nện  | Félix Mantilla      | 6–0, 7–6(7–4)                     |
| Á quân  | 2.  | 16 tháng 9 năm 1996  | Bucharest, Romania              | Đất nện  | Alberto Berasategui | 1–6, 6–7(5–7)                     |
| Á quân  | 3.  | 13 tháng 1 năm 1997  | Sydney, Úc                      | Cứng     | Tim Henman          | 3–6, 1–6                          |
| Á quân  | 4.  | 27 tháng 1 năm 1997  | Australian Open, Melbourne, Úc  | Cứng     | Pete Sampras        | 2–6, 3–6, 3–6                     |
| Á quân  | 5.  | 4 tháng 8 năm 1997   | Amsterdam, Hà Lan               | Đất nện  | Sláva Doseděl       | 6–7(4–7), 6–7(5–7), 7–6(7–4), 2–6 |
| Á quân  | 6.  | 18 tháng 8 năm 1997  | Indianapolis, Mỹ                | Cứng     | Jonas Björkman      | 3–6, 6–7(3–7)                     |
| Vô địch | 3.  | 25 tháng 8 năm 1997  | Long Island, Mỹ                 | Cứng     | Patrick Rafter      | 6–4, 7–6(7–1)                     |
| Á quân  | 7.  | 15 tháng 9 năm 1997  | Bournemouth, Vương quốc Anh     | Đất nện  | Félix Mantilla      | 2–6, 2–6                          |
| Vô địch | 4.  | 27 tháng 4 năm 1998  | Monte Carlo, Monaco             | Đất nện  | Cédric Pioline      | 6–3, 6–0, 7–5                     |
| Vô địch | 5.  | 8 tháng 6 năm 1998   | French Open, Paris, Pháp        | Đất nện  | Àlex Corretja       | 6–3, 7–5, 6–3                     |
| Á quân  | 8.  | 5 tháng 10 năm 1998  | Majorca, Tây Ban Nha            | Đất nện  | Gustavo Kuerten     | 7–6(7–5), 2–6, 3–6                |
| Á quân  | 9.  | 30 tháng 11 năm 1998 | ATP Championships, Hanover, Đức | Cứng     | Àlex Corretja       | 6–3, 6–3, 5–7, 3–6, 5–7           |
| Á quân  | 10. | 8 tháng 3 năm 1999   | Indian Wells, Mỹ                | Cứng     | Mark Philippoussis  | 7–5, 4–6, 4–6, 6–4, 2–6           |
| Vô địch | 6.  | 17 tháng 4 năm 2000  | Estoril, Bồ Đào Nha             | Đất nện  | Francisco Clavet    | 6–3, 6–2                          |
| Á quân  | 11. | 23 tháng 4 năm 2000  | Toulouse, Pháp                  | Cứng (i) | Àlex Corretja       | 3–6, 2–6                          |
| Á quân  | 12. | 30 tháng 4 năm 2001  | Barcelona, Tây Ban Nha          | Đất nện  | Juan Carlos Ferrero | 6–4, 5–7, 6–3, 3–6, 5–7           |
| Vô địch | 7.  | 23 tháng 7 năm 2001  | Umag, Croatia (2)               | Đất nện  | Jérôme Golmard      | 6–4, 3–6, 7–6(7–2)                |
| Vô địch | 8.  | 4 tháng 3 năm 2002   | Acapulco, Mexico                | Đất nện  | Fernando Meligeni   | 7–6(7–4), 7–6(7–4)                |
| Á quân  | 13. | 22 tháng 4 năm 2002  | Monte Carlo, Monaco             | Đất nện  | Juan Carlos Ferrero | 5–7, 3–6, 4–6                     |
| Vô địch | 9.  | 15 tháng 7 năm 2002  | Båstad, Thụy Điển               | Đất nện  | Younes El Aynaoui   | 6–3, 2–6, 7–5                     |
| Vô địch | 10. | 22 tháng 7 năm 2002  | Umag, Croatia (3)               | Đất nện  | David Ferrer        | 6–2, 6–3                          |
| Vô địch | 11. | 12 tháng 8 năm 2002  | Cincinnati, Mỹ                  | Cứng     | Lleyton Hewitt      | 7–5, 7–6(7–5)                     |
| Á quân  | 14. | 30 tháng 9 năm 2002  | Hong Kong, Trung Quốc           | Cứng     | Juan Carlos Ferrero | 3–6, 6–1, 6–7(4–7)                |
| Vô địch | 12. | 17 tháng 2 năm 2003  | Buenos Aires, Argentina (2)     | Đất nện  | Guillermo Coria     | 6–3, 4–6, 6–4                     |
| Á quân  | 15. | 31 tháng 3 năm 2003  | Miami, Mỹ                       | Cứng     | Andre Agassi        | 3–6, 3–6                          |
| Vô địch | 13. | 21 tháng 4 năm 2003  | Barcelona, Tây Ban Nha          | Đất nện  | Marat Safin         | 5–7, 6–2, 6–2, 3–0 chấn thương    |
| Vô địch | 14. | 21 tháng 7 năm 2003  | Umag, Croatia (4)               | Đất nện  | Filippo Volandri    | 6–4, 3–6, 7–5                     |
| Á quân  | 16. | 13 tháng 10 năm 2003 | Vienna, Áo                      | Cứng (i) | Roger Federer       | 3–6, 3–6, 3–6                     |
| Vô địch | 15. | 5 tháng 1 năm 2004   | Chennai, Ấn Độ                  | Cứng     | Paradorn Srichaphan | 6–4, 3–6, 7–6(7–5)                |
| Á quân  | 17. | 19 tháng 1 năm 2004  | Sydney, Úc (2)                  | Cứng     | Lleyton Hewitt      | 3–4 chấn thương                   |
| Á quân  | 18. | 16 tháng 2 năm 2004  | Buenos Aires, Argentina         | Đất nện  | Guillermo Coria     | 4–6, 1–6                          |
| Vô địch | 16. | 1 tháng 3 năm 2004   | Acapulco, Mexico (2)            | Đất nện  | Fernando Verdasco   | 6–3, 6–0                          |
| Vô địch | 17. | 3 tháng 5 năm 2004   | Rome, Ý                         | Đất nện  | David Nalbandian    | 6–3, 6–3, 6–1                     |
| Vô địch | 18. | 3 tháng 1 năm 2005   | Chennai, Ấn Độ (2)              | Cứng     | Paradorn Srichaphan | 3–6, 6–4, 7–6(7–5)                |
| Á quân  | 19. | 1 tháng 8 năm 2005   | Umag, Croatia                   | Đất nện  | Guillermo Coria     | 2–6, 6–4, 2–6                     |
| Á quân  | 20. | 9 tháng 1 năm 2006   | Chennai, Ấn Độ                  | Cứng     | Ivan Ljubičić       | 6–7(6–8), 2–6                     |
| Vô địch | 19. | 13 tháng 2 năm 2006  | Buenos Aires, Argentina (3)     | Đất nện  | Filippo Volandri    | 7–6(8–6), 6–4                     |
| Á quân  | 21. | 15 tháng 1 năm 2007  | Sydney, Úc (3)                  | Cứng     | James Blake         | 3–6, 7–5, 1–6                     |
| Á quân  | 22. | 5 tháng 3 năm 2007   | Acapulco, Mexico                | Đất nện  | Juan Ignacio Chela  | 3–6, 6–7(2–7)                     |
| Vô địch | 20. | 29 tháng 7 năm 2007  | Umag, Croatia (5)               | Đất nện  | Andrei Pavel        | 6–4, 6–2                          |
| Á quân  | 23. | 17 tháng 2 năm 2008  | Costa do Sauípe, Brasil         | Đất nện  | Nicolás Almagro     | 6–7(4–7), 6–3, 5–7                |
| Á quân  | 24. | 14 tháng 9 năm 2008  | Bucharest, Romania (2)          | Đất nện  | Gilles Simon        | 3–6, 4–6                          |

## Chức vô địch đồng đội
2004 – Davis Cup vô địch với đội tuyển Tây Ban Nha